# Hajany (kraj południowomorawski)
Hajany – gmina w Czechach, w powiecie Brno, w kraju południowomorawskim. Według danych z dnia 1 stycznia 2013 liczyła 387 mieszkańców.